# Lijst van personen uit Bratislava
Dit is een chronologische lijst van personen uit Bratislava. Dit zijn inwoners van Bratislava, de hoofdstad van Slowakije. Het gaat om personen die er zijn geboren.

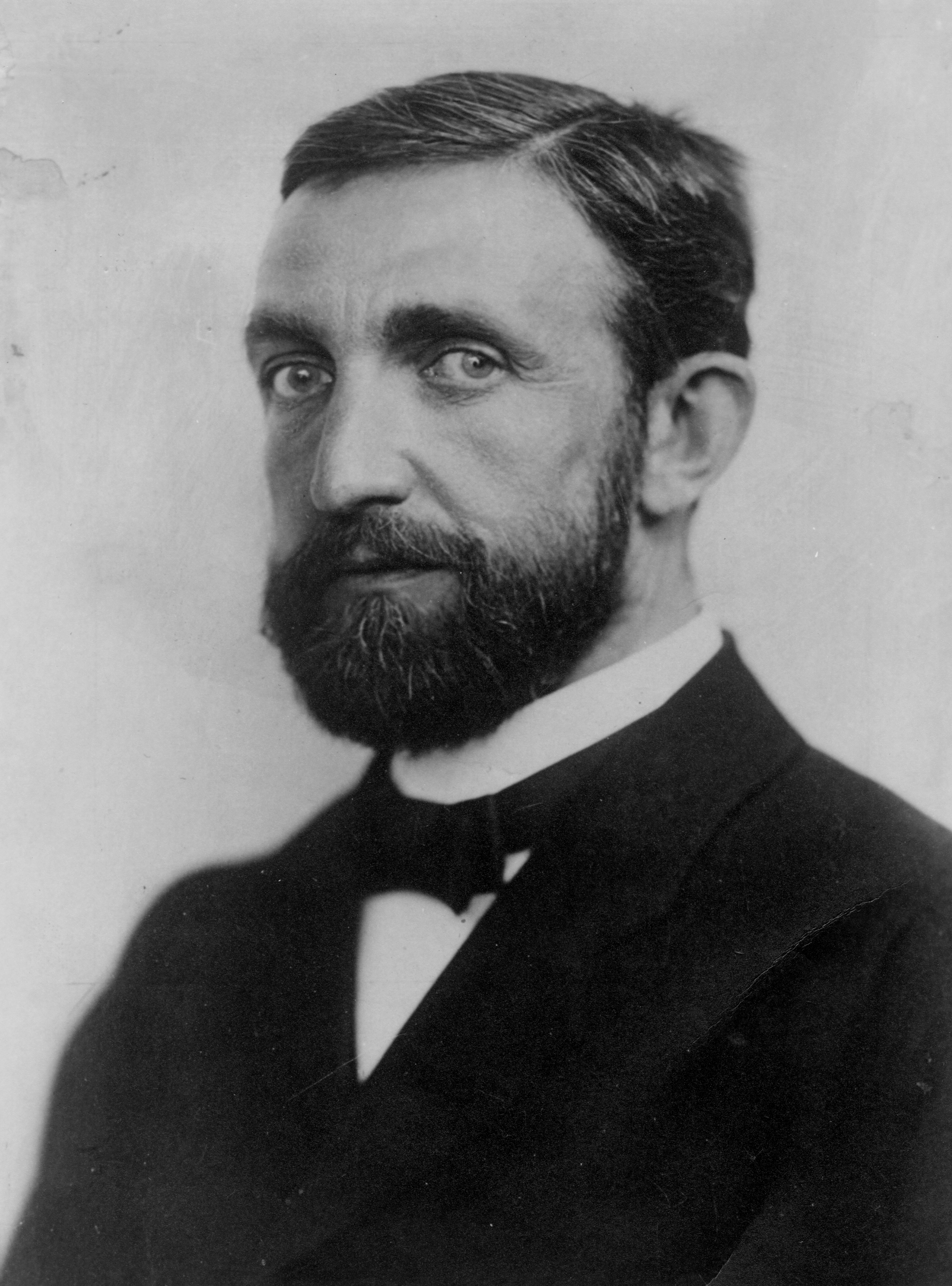
Hongaars natuurkundige Philipp Eduard Anton Lenard (1862–1947)

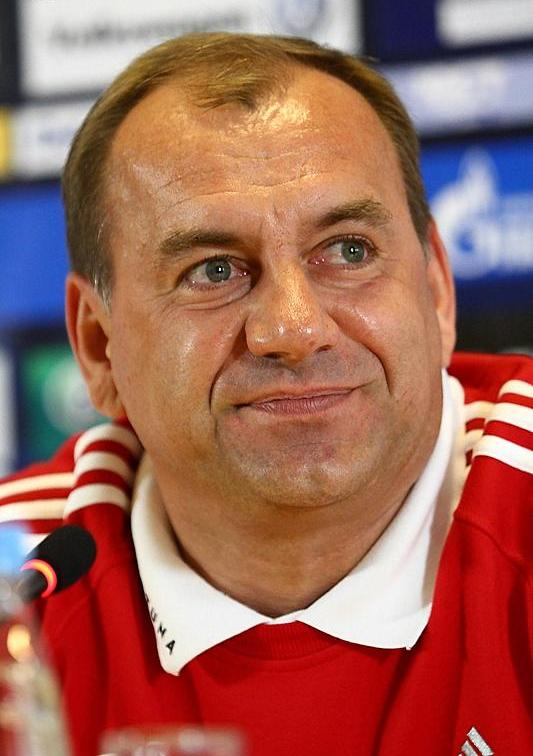
Voetballer en voetbalcoach Vladimír Weiss (1964)

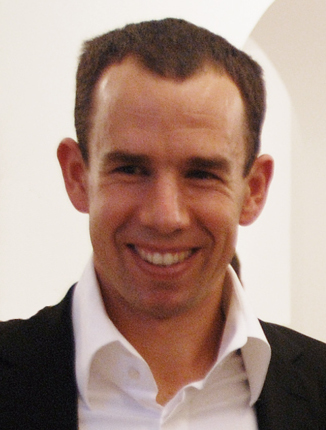
Tennisser Dominik Hrbatý (1978)

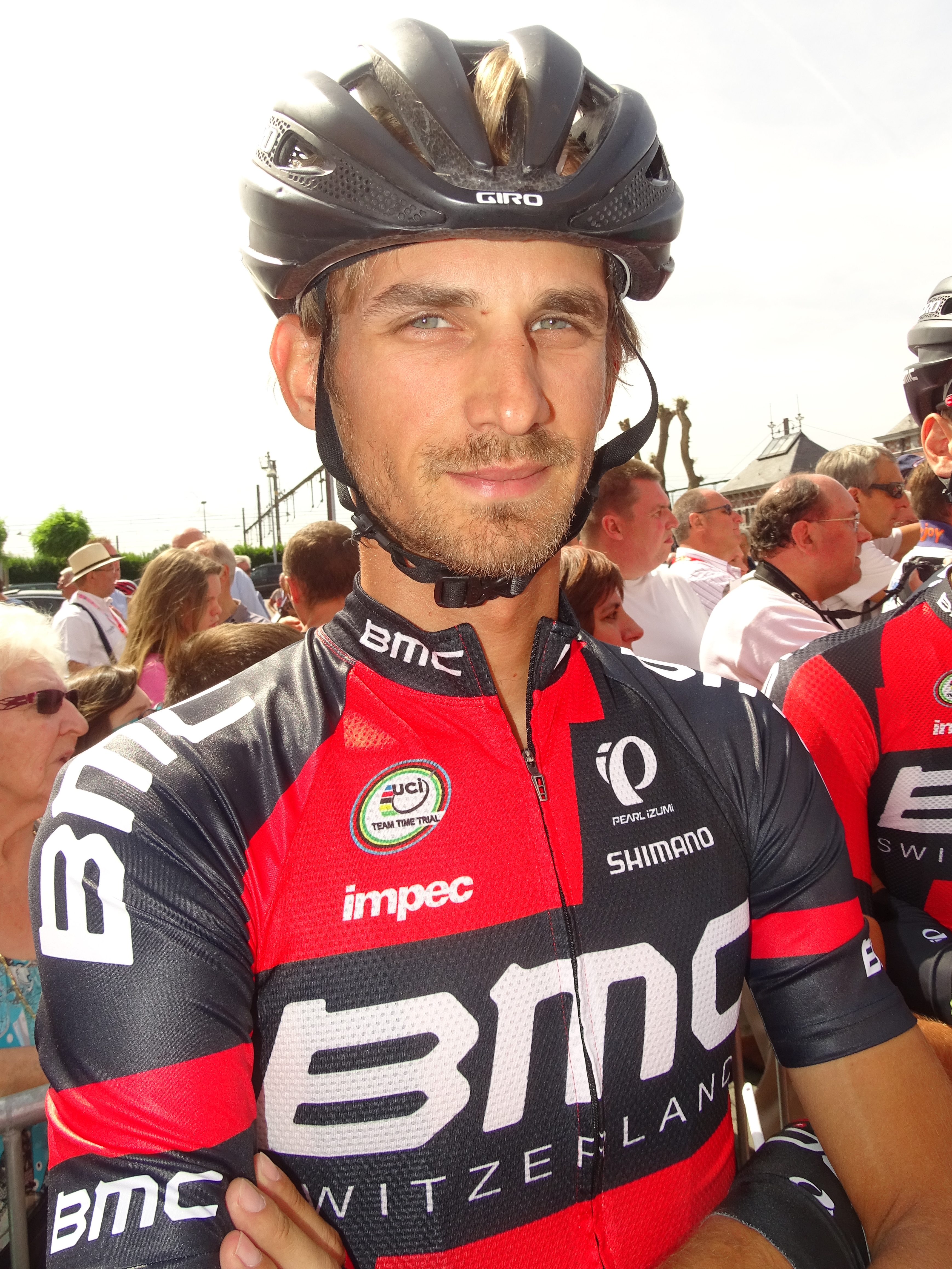
Wielrenner Peter Velits (1985)

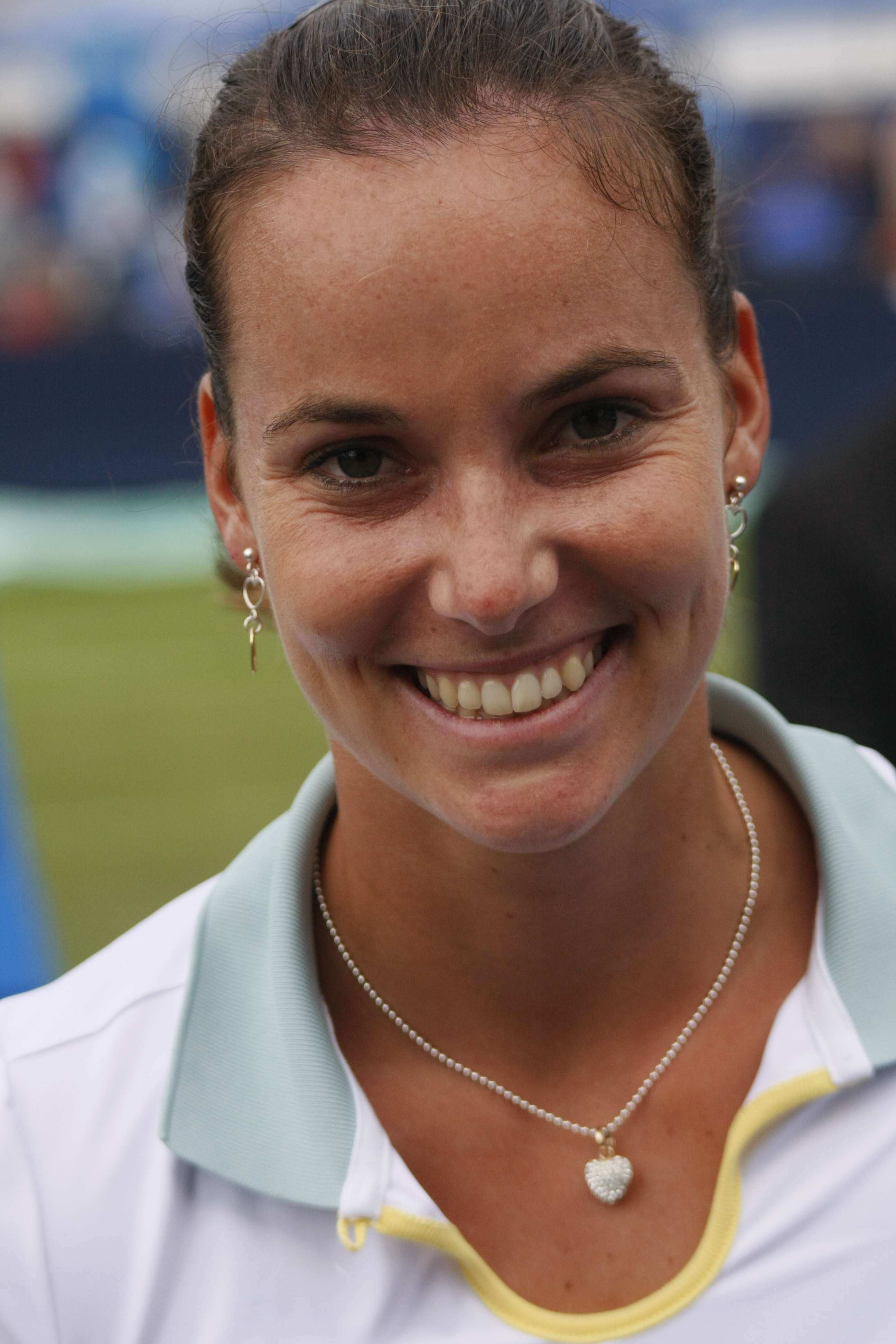
Tennisspeelster Jarmila Gajdošová (1987)

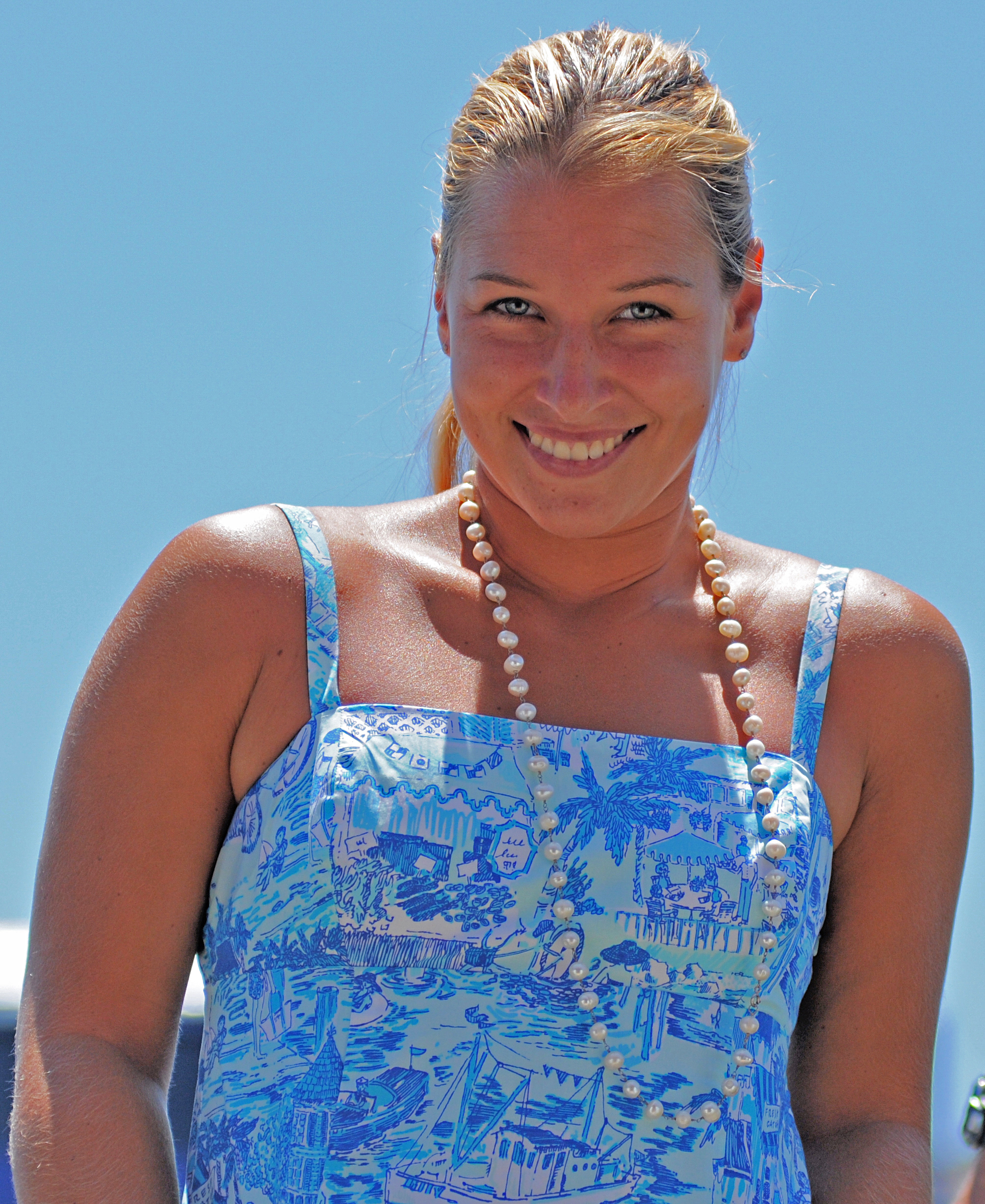
Tennisspeelster Dominika Cibulková (1989)

## Geboren in Bratislava

### 1700–1799
- Karol Andrej Bel (1717–1782), historicus
- Johann Nepomuk Hummel (1778–1837), Boheems componist en pianist

### 1800–1899
- Stephan Endlicher (1804–1849), Oostenrijks botanicus en sinoloog
- Johann Kaspar Mertz (1806–1856), Hongaars componist en gitarist
- Miska Hauser (1822–1887), Oostenrijks-Hongaars violist en componist
- Jozef Karel Lodewijk van Oostenrijk (1833–1905), aartshertog van Oostenrijk
- Philipp Eduard Anton Lenard (1862–1947), Hongaars natuurkundige en Nobelprijswinnaar (1905)
- Max Hussarek von Heinlein (1865–1935), Oostenrijks rechtsgeleerde en politicus
- Franz Schmidt (1874–1939), Oostenrijks componist, cellist en pianist
- Ernő Dohnányi (1877–1960), Hongaars pianist, dirigent, muziekpedagoog en componist
- Isabella van Oostenrijk-Teschen (1887–1973), Oostenrijks aartshertogin

### 1900–1949
- Ján Arpáš (1917–1976), voetballer
- Fritz Balogh (1920–1951), Duits voetballer
- Ladislav Kupkovič (1936–2016), componist
- Petr Kolman (1937–2022), componist
- Vladimir Oravsky (1947), auteur
- Edita Gruberová (1946–2021), operazangeres

### 1950–1959
- Ondrej Nepela (1951–1989), kunstschaatser
- Andrej Babiš (1954), premier van Tsjechië
- Vladimír Godár (1956), componist
- Iveta Radičová (1956), politica
- Ľubomír Ftáčnik (1957), schaker

### 1960–1969
- Peter Machajdík (1961), componist
- Peter Fieber (1964), voetballer
- Vladimír Hriňák (1964–2012), voetbalscheidsrechter
- Vladimír Weiss (1964), voetballer en voetbalcoach
- Maroš Šefčovič (1966), politicus en Europees commissaris
- Tomáš Stúpala (1966), voetballer
- Alexander Vencel (1967), voetballer
- Štefan Maixner (1968), voetballer
- Vladimír Kinder (1969), voetballer

### 1970–1979
- Peter Dubovský (1972–2000), voetballer
- Katarína Hasprová (1972), zangeres
- Zuzana Čaputová (1973), politica en advocate
- Janette Husárová (1974), tennisspeelster
- Roman Kratochvíl (1974), voetballer
- Karol Kučera (1974), tennisser
- Marián Zeman (1974), voetballer
- Johan Paulik (1975), acteur en model in homopornografie
- Jozef Valachovič (1975), voetballer
- Juraj Czinege (1977), voetballer
- Dominik Hrbatý (1978), tennisser

### 1980–1989
- Mário Pečalka (1980), voetballer
- Zuzana Kučová (1982), tennisspeelster
- Róbert Vittek (1982), voetballer
- Ivan Kružliak (1984), voetbalscheidsrechter
- Filip Šebo (1984), voetballer
- Veronika Velez Zuzulová (1984), alpineskiester
- Martin Velits (1985), wielrenner
- Peter Velits (1985), wielrenner
- Jarmila Gajdošová (1987), tennisspeelster
- Martina Schindler (1988), zangeres
- Dominika Cibulková (1989), tennisster
- Lukáš Hrádecký (1989), voetballer
- Martin Kližan (1989), tennisser
- Richard Varga (1989), triatleet
- Vladimír Weiss (1989), voetballer

### 1990–1999
- Kristína Kučová (1990), tennisspeelster
- Róbert Mak (1991), voetballer
- Richard Lásik (1992), voetballer
- Branislav Niňaj (1994), voetballer
- Dominik Greif (1997), voetballer

### 2000–2009
- Adam Obert (2002), voetballer